# 피터 팬 (2003년 영화)
피터 팬(Peter Pan)은 2003년 공개된 판타지 영화이다.

## 줄거리
2003년 영화 <피터 팬>은 웬디 달링이 동생들에게 후크 선장 이야기를 들려주는 장면에서 시작된다. 어느 날 밤, 피터 팬은 웬디를 보기 위해 몰래 그녀의 방에 찾아오고, 실수로 그림자를 잃어버린다. 웬디는 피터 팬의 그림자를 찾아 꿰매주고, 피터 팬은 웬디와 그녀의 동생들을 네버랜드로 초대한다. 
네버랜드에서 웬디는 피터 팬과 함께 지내며, 잃어버린 아이들의 엄마 역할을 하게 된다. 하지만 질투심에 눈이 먼 요정 팅커벨의 계략으로 웬디는 위험에 처하고, 팅커벨은 피터 팬에게 버림받는다. 한편, 후크 선장은 웬디와 아이들을 납치하고, 피터 팬은 이들을 구출하기 위해 고군분투한다. 후크 선장의 계략으로 팅커벨이 독약을 마시고 죽을 위기에 처하자, 피터 팬은 요정을 믿는 마음을 외치고 모두의 도움으로 팅커벨을 살려낸다.
결국 피터 팬은 후크 선장을 물리치고 웬디와 아이들을 집으로 돌려보낸다. 웬디는 언젠가 피터 팬이 다시 찾아올 것이라는 기대를 품고, 피터 팬 이야기를 후대에 전한다. 영화는 피터 팬이 영원히 웬디를 잊지 않겠다는 약속과 함께 다시 네버랜드로 돌아가는 것으로 끝맺는다.

## 출연

### 주연
- 제이슨 아이삭스
- 제레미 섬터
- 레이첼 허드 우드
- 올리비아 윌리암스
- 루디빈 사니에
- 리처드 브라이어스
- 린 레드그레이브
- 제프리 파머

### 조연
- 해리 뉴웰
- 프레디 포플웰

## 기타
- 원작자: J.M. 배리
- 공동제작: 게리 아델슨
- 공동제작: 크레이그 보가튼
- 공동제작: 스티븐 존스
- 미술: 로저 포드
- 특수효과: 스콧 파라
- 의상: 자넷 패터슨
- 배역: 빌리 홉킨스
- 배역: 수잔느 스미스
- 배역: 케리 바든
- 배역: 샤힌 베이그